# Trialeurodes colcordae
Trialeurodes colcordae là một loài côn trùng cánh nửa trong họ Aleyrodidae, phân họ Aleyrodinae.
Trialeurodes colcordae được Russell miêu tả khoa học đầu tiên năm 1948.